# Stictonaclia nathalia
Stictonaclia nathalia är en fjärilsart som beskrevs av Charles Oberthür. Stictonaclia nathalia ingår i släktet Stictonaclia och familjen björnspinnare. Inga underarter finns listade i Catalogue of Life.